# اولخوفکا (شهرستان تویمازینسکی، باشقیرستان)
اولخوفکا (انگلیسی: Olkhovka, Tuymazinsky District, Republic of Bashkortostan) یک شهرک در شهرستان تویمازینسکی استان باشقیرستان کشور روسیه است.